# Luverne (Minnesota)
Luverne es una ciudad ubicada en el condado de Rock en el estado estadounidense de Minnesota. En el Censo de 2010 tenía una población de 4745 habitantes y una densidad poblacional de 497,57 personas por km².

## Geografía
Luverne se encuentra ubicada en las coordenadas 43°39′13″N 96°12′51″O / 43.65361, -96.21417. Según la Oficina del Censo de los Estados Unidos, Luverne tiene una superficie total de 9.54 km², de la cual 9.52 km² corresponden a tierra firme y (0.19%) 0.02 km² es agua.

## Demografía
Según el censo de 2010, había 4745 personas residiendo en Luverne. La densidad de población era de 497,57 hab./km². De los 4745 habitantes, Luverne estaba compuesto por el 96.31% blancos, el 0.82% eran afroamericanos, el 0.19% eran amerindios, el 0.63% eran asiáticos, el 0% eran isleños del Pacífico, el 0.42% eran de otras razas y el 1.62% pertenecían a dos o más razas. Del total de la población el 2.66% eran hispanos o latinos de cualquier raza.

## Televisión
Luverne es una de las principales localizaciones de la segunda temporada de Fargo (serie de televisión).